# یوشیمی ساساهارا
یوشیمی ساساهارا (انگلیسی: Yoshimi Sasahara؛ زادهٔ ۲ آوریل ۱۹۷۴) بازیکن فوتبال اهل ژاپن است.
از باشگاه‌هایی که در آن بازی کرده‌است می‌توان به باشگاه فوتبال کاوازاکی فرونتال و باشگاه فوتبال ساگان توسو اشاره کرد.